# Поляничко, Михаил Денисович
Михаи́л Дени́сович Поляни́чко (12 сентября 1921 — ?) — украинский советский дипломат. Чрезвычайный и полномочный посол СССР. Заместитель министра иностранных дел УССР. Постоянный представитель Украинской ССР при ООН (1968—1973).

## Биография
Родился в 1921 году. Его карьера была тесно связана с МИД УССР, где он возглавлял отдел международных организаций МИД, был заместителем министра иностранных дел УССР. Начиная с 1957 года входил в состав делегаций УССР на сессиях Генеральной Ассамблеи ООН девять раз. Работая в МИД СССР имел возможность встречать зарубежные делегации, которые посещали Киев. В ООН он был избран председателем Восточноевропейской группы стран ООН и в начале 1968 года выступал как представитель этой группы в обращении к генеральному секретарю ООН в интересах Восточной Германии, которая не была членом ООН.
При его руководстве статус украинского представительства при ООН существенно вырос. Кроме того, дополнительно появилась должность заместителя постоянного представителя которую занимал Михаил Гетманец. Также в представительстве работал советник, три первых секретаря, два вторых секретаря и один атташе. В этот период вторым секретарём работал Виктор Батюк, должность атташе занимал Александр Овсюк.